# 3. ŽNL Karlovačka
3. ŽNL Karlovačka je bivše nogometno natjecanje na području Karlovačke županije. Postojala je od 1998. do 2008. godine i predstavljala je najniži stupanj natjecanja u Karlovačkoj županiji. Prvak bi izborio promociju u 2. ŽNL Karlovačku.

## Povijest
3. ŽNL Karlovačka je osnovana 1998. godine kao najniži stupanj nogometnog natjecanja u Karlovačkoj županiji. Nakon sezone 2007./08. dolazi do spajanja 3. ŽNL s 2. ŽNL, te ovo natjecanje prestaje postojati.

### Pobjednici od sezone 1998./99. do 2007./08.
| Sezona      | Razred | Prvak                  |
| ----------- | ------ | ---------------------- |
| 1998./99.   | 6.     | NK Josipdol            |
| 1999./2000. | 6.     | NK Ozalj               |
| 2000./01.   | 6.     | NK Radnik Karlovac     |
| 2001./02.   | 6.     | NK Plaški              |
| 2002./03.   | 6.     | NK Šišljavić           |
| 2003./04.   | 6.     |                        |
| 2004./05.   | 6.     |                        |
| 2005./06.   | 6.     |                        |
| 2006./07.   | 7.     |                        |
| 2007./08.   | 7.     | NK Petrova gora Vojnić |

## Vanjske poveznice
- Nogometni savez Karlovačke županije
- Karlovačka Športska Zajednica